# سعد الهمام
سعد الهمام أو زيتا الفرس الأعظم Zeta Pegasi اسمه التقليدي Homam مشتق من الاسم العربي وهو نجم في كوكبة الفرس الأعظم .
ينتمي سعد الهمام الفئة الطيفية B8 ويملك قدر ظاهري 3.4 ويبعد 142 سنة ضوئية عن الأرض.